# Fort Belin
Pour les articles homonymes, voir Belin.
Le fort Belin, anciennement Châtelbelin, est un fort situé à Salins-les-Bains, dans le département français du Jura, dans la région culturelle et historique de Franche-Comté et la région administrative Bourgogne-Franche-Comté.

## Histoire
Un château, le Chastel Belin ou Châtelbelin, occupait l'emplacement au moyen Âge ; une peinture de 1628 le montre en ruines, avant que ne surviennent les destructions de la guerre de dix ans. Un ermitage dédié à Saint Anatoile se trouvait  à mi-pente en contrebas.
Au milieu du XVIIe siècle, seule la première fortification, ancêtre du fort Saint-André, érigée entre 1638 et 1645 sur le mont Saint André, de l'autre côté de la cluse, assura la défense de Salins.
À partir de 1674 (Franche-Comté française), Vauban fait ériger le Château Belin avec la redoute de Grelimbach située à 250 m sur la crête et le fort de l'Ermitage à l'emplacement du dit ermitage. 
Le fort est rasé par les Autrichiens à la suite du siège de 1814, puis reconstruit en 1828. Il s’agit alors d’un fort casematé divisé en deux par un fossé dont la partie sud sert de réduit. L’ensemble est entouré par un fossé, une caponnière et une contrescarpe à galerie. Un chemin couvert crénelé le relie à la batterie de Bas-Belin.
En janvier 1871, durant la guerre franco-prussienne, la ville capitule devant un ennemi très supérieur en nombre, mais les forts Belin et Saint-André ne se rendent pas. Comme ils sont armés de 28 canons et mortiers, les prussiens renoncent à franchir la cluse de Salins et doivent faire un détour pour gagner Pontarlier, ce qui contribuera à les ralentir et facilitera ainsi le passage en Suisse d'une partie de l'armée de l'Est.
Le fort est déclassé à la fin du XIXe siècle. Cédé à la ville de Salins, il est aujourd'hui la propriété d'un particulier qui s'emploie à le restaurer.
Le fort est classé au titre des monuments historiques en 1984.

## Architecture

### Redoute
L' ouvrage était sur deux niveaux et entouré d'un fossé. L'étage supérieur comportait des machicoulis en brique et charpente et était couvert en tuiles. Depuis le corps de garde, un escalier menait à une caponnière en fond de fossé puis à une galerie à feux de revers creusée au pied de la contrescarpe. Pour franchir le fossé large de 10 m, un pont dormant précédait un pont-levis "à tape-cul".
À la fin du XVIIIe siècle, les voûtes de l'ouvrage seront renforcées et on aménagera une terrasse d'infanterie. Après la défaite de 1815, les Autrichiens démantèleront l'ouvrage puis une restauration sera entreprise en 1854. À la suite de la défaite de 1871 et de la mise en place du télégraphe optique par faisceaux lumineux entre les principales places fortifiées, un poste optique communiquant avec Besançon (fort de Montfaucon), Pontarlier (fort du Larmont supérieur) et Dijon (fort de la Motte-Giron) sera aménagé dans les vestiges d'une tour médiévale située à côté de la redoute. Une communication avec parapet crénelé reliait la redoute au fort principal.

### Fort Belin
Le château Belin est démantelé en 1814. Ne subsistent alors que les assises des plates-formes et l'ouvrage à cornes. Le fort fait l'objet de reconstruction et restauration entre 1828 et 1855 :
- le cavalier est redessiné suivant les critères du XIXe siècle ;
- une nouvelle caserne est construite  à la gorge du bastion qui surplombe Salins ;
- les plates-formes de tir inférieures sont réaménagées avec des casemates protégées sous les traverses ;
- l'ouvrage à cornes reçoit une traverse-abri ;
- le cavalier du bloc d'entrée conserve son escalier menant à la galerie de contrescarpe...

### Fort du bas-Belin
Changeant de dénomination, l'ancien fort de l'Ermitage voit ses bâtiments restaurés et se dote d'une caserne à l'épreuve des obus. Des murs de masque crénelés viennent protéger l'escalier à crémaillère subsistant, assurant ainsi une communication protégée avec le fort Belin.

## Postérité
Le fort Belin a servi de lieu de tournage pour le film Trop (peu) d'amour réalisé en 1998 par Jacques Doillon.
Une scène du film Radio Corbeau (1989), d'Yves Boisset y a également été tournée. 